# Жараракусу
Жараракусу (Bothrops jararacussu) — отруйна змія з роду Ботропс родини Гадюкові.

## Опис
Загальна довжина досягає 1,6—2 м. Спостерігається статевий диморфізм — самиці більші за самців. Голова витягнута, морда списоподібна. Тулуб стрункий, м'язистий. Забарвлення шкіри має коричнево-жовті кольори з великими темними зигзагами з боків, які облямовані зверху жовтою смужкою.

## Спосіб життя
Полюбляє трав'янисті та чагарникові зарості, розріджені ліси, тримається поблизу водойм. Активна вночі. Харчується дрібними ссавцями та птахами.
Це яйцеживородна змія. Самиці народжують 16—20 дитинчат.

## Отруйність
Отрута досить небезпечна для людини. Смертельних випадків серед людей небагато з огляду на спокійну вдачу та неагресивний характер цієї змії. Отрута також використовується у медицині. При першому взятті отримують 100–300 мг отрути (у сухому вигляді). Рекордна кількість отрути, отримане від однієї змії становило 1 г.

## Розповсюдження
Мешкає у центральній та південній Бразилії, Парагваї, північній Аргентині та південно-східній Болівії.